# Gieorgij Mitieriew
Gieorgij Andriejewicz Mitieriew (ros. Георгий Андреевич Митерев, ur. 5 maja 1900 we wsi Barinowka w guberni samarskiej, zm. 10 stycznia 1977 w Moskwie) – radziecki lekarz i polityk, ludowy komisarz/minister ochrony zdrowia ZSRR (1939-1947).
1914-1918 uczył się w seminarium nauczycielskim w Samarze, 1920-1925 studiował na Wydziale Medycznym Samarskiego Uniwersytetu Państwowego, od sierpnia 1926 do stycznia 1930 kierownik rejonowego wydziału ochrony zdrowia w guberni uljanowskiej/Kraju Środkowo-Wołżańskim, od 1928 członek WKP(b). Od stycznia do września 1930 zastępca kierownika okręgowego wydziału ochrony zdrowia w Uljanowsku, główny lekarz szpitala przy fabryce nr 3 w Uljanowsku, od kwietnia 1932 do sierpnia 1933 państwowy inspektor sanitarny Kraju Środkowo-Wołżańskiego, od kwietnia 1933 do czerwca 1939 główny lekarz szpitala klinicznego w Kujbyszewie (obecnie Samara). Od czerwca do września 1939 ludowy komisarz ochrony zdrowia RFSRR, od 8 września 1939 do 17 lutego 1947 ludowy komisarz/minister ochrony zdrowia ZSRR, od 1945 doktor nauk medycznych, od czerwca 1947 do lipca 1954 dyrektor Centralnego Państwowego Sanitarno-Higienicznego Instytutu Naukowo-Badawczego im. F. Erismana Ministerstwa Ochrony Zdrowia ZSRR, od lipca 1954 do lipca 1971 przewodniczący Państwowego Komitetu Związku Towarzystwa Czerwonego Krzyża i Czerwonego Półksiężyca ZSRR, następnie na emeryturze. Pochowany na Cmentarzu Nowodziewiczym. Odznaczony trzema Orderami Lenina i czterema Orderami Czerwonego Sztandaru Pracy.